# ساگرتیز ساوت (نیویورک)
ساگرتیز ساوت (به انگلیسی: Saugerties South) یک منطقهٔ مسکونی در ایالات متحده آمریکا است که در شهرستان اولستر، نیویورک واقع شده‌است. ساگرتیز ساوت ۳٫۱ کیلومتر مربع مساحت و ۲٬۲۱۸ نفر جمعیت دارد.